# Ташка

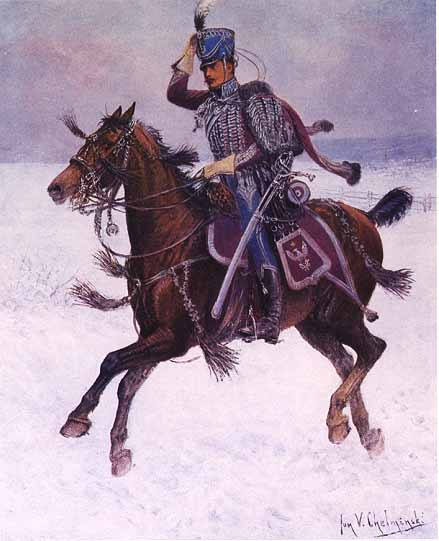
Гусар армії Варшавського герцогства. Художник Ян Хелмінський, 1807

Та́шка (від нім. Tasche — «сумка») — пласка шкіряна сумка, яку носили на ремені через плече.

## Історія
У XVII–XIX століттях стала популярною серед гусарів. Первісно призначення ташки було утилітарним: у ній зберігалися набої для гусарського карабіна (як у ладівниці), а також деякі дрібні речі військового спорядження. Ташку підвішували на трьох пасках до портупеї. Клапан ташки прикрашали гербом або вензелем. Надалі вона стала переважно декоративним аксесуаром.
У XVII–XIX ст. ташка була також елементом офіцерскої форми багатьох родів військ, її носили кінні артилеристи французької армії, а також солдати деяких піхотних частин (наприклад, у піхотному полку ерцгерцога Фердинанда в австрійській армії).

## Галерея

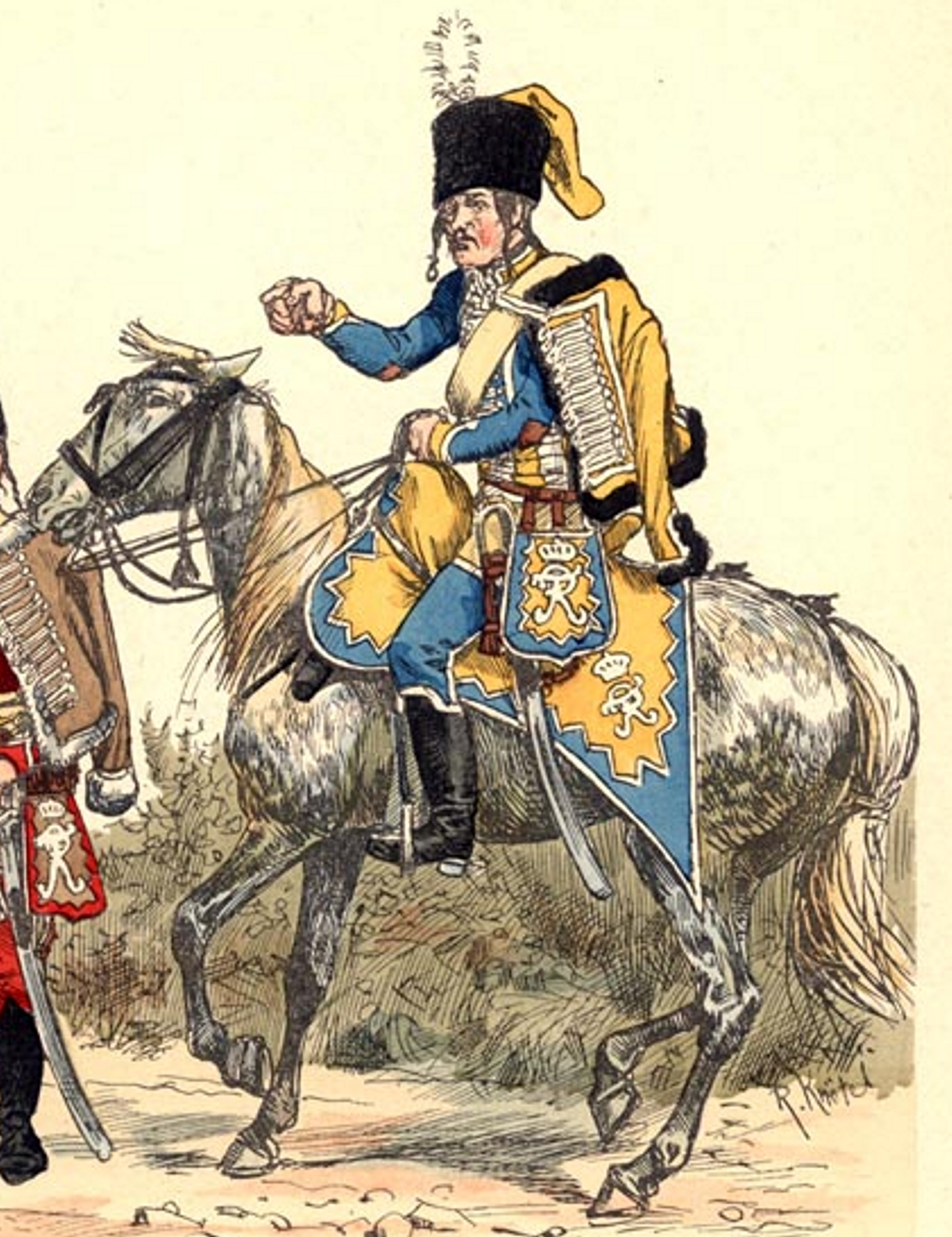
Прусський гусар у 1763 році, на ташці вензель Фрідріха Великого.
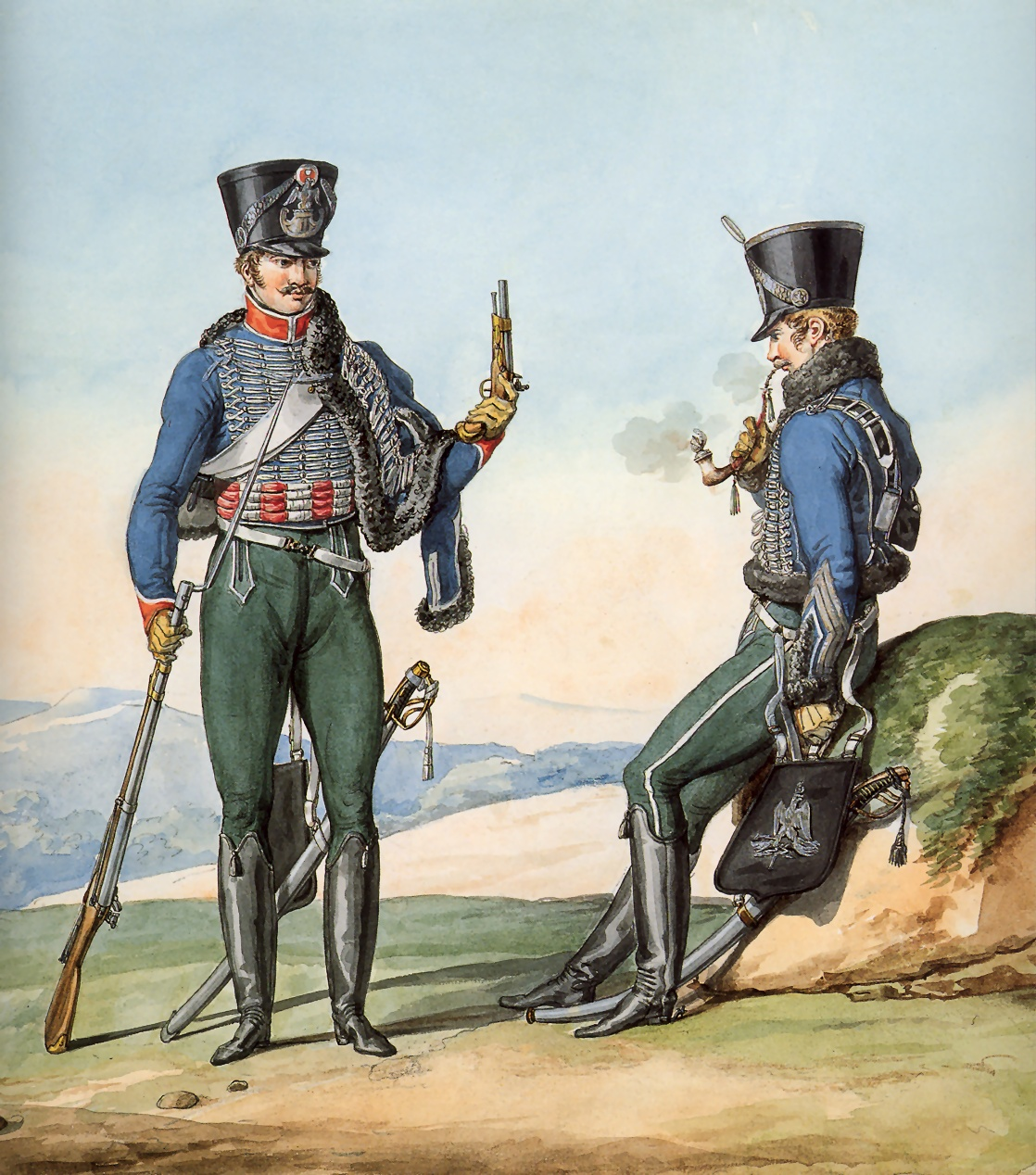
Ташки у французьких гусарів, 1812 рік.
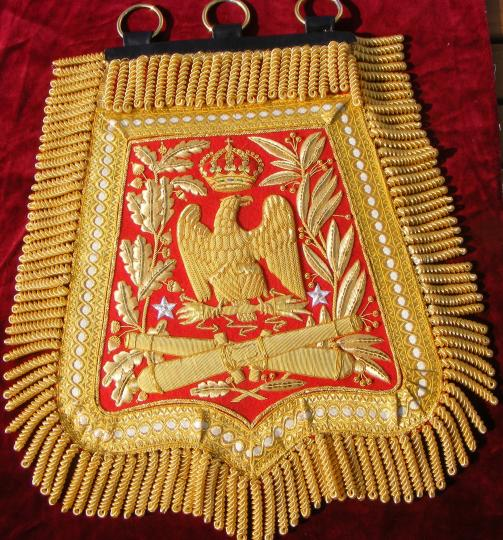
Ташка наполеонівського генерала.
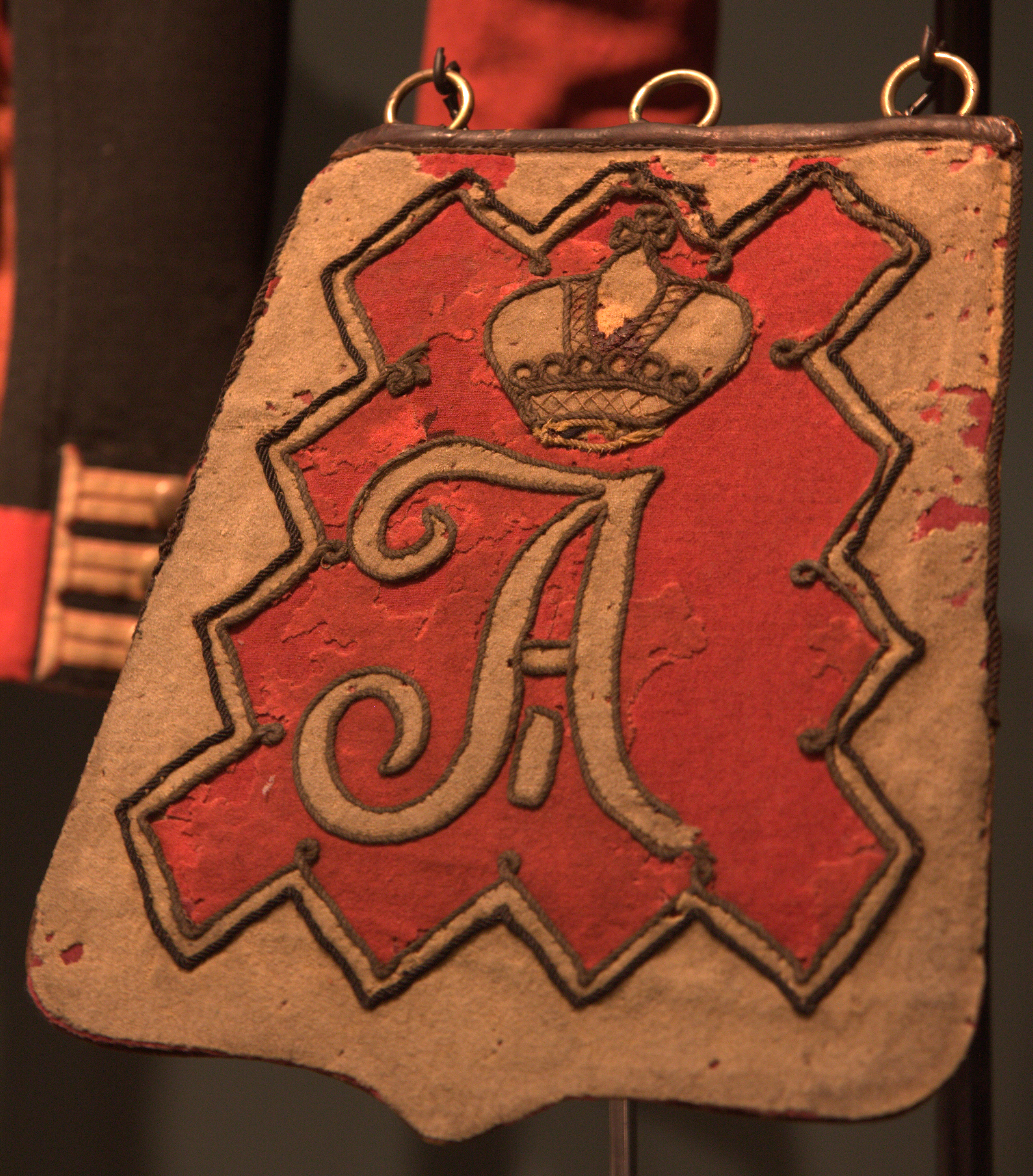
Ташка в лейб-гвардії гусарському полку, зразок з 1802 року по 1825 рік.
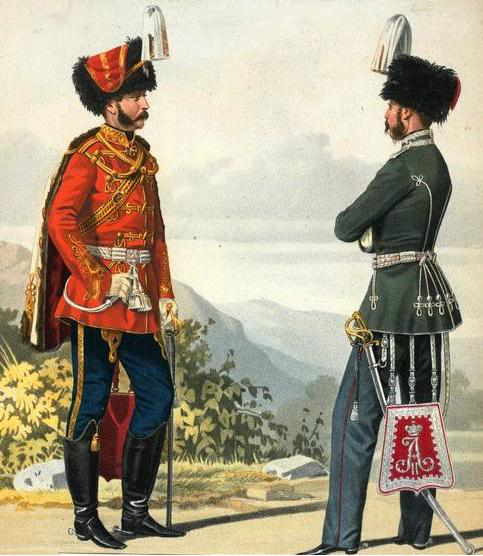
Штаб-офіцер лейб-гвардії Гусарського й обер-офіцер лейб-гвардії Гродненського гусарського полків. 1858 рік.
Ташка в бенгальського улана, Британська колоніальна армія в Індії, 1867 рік.
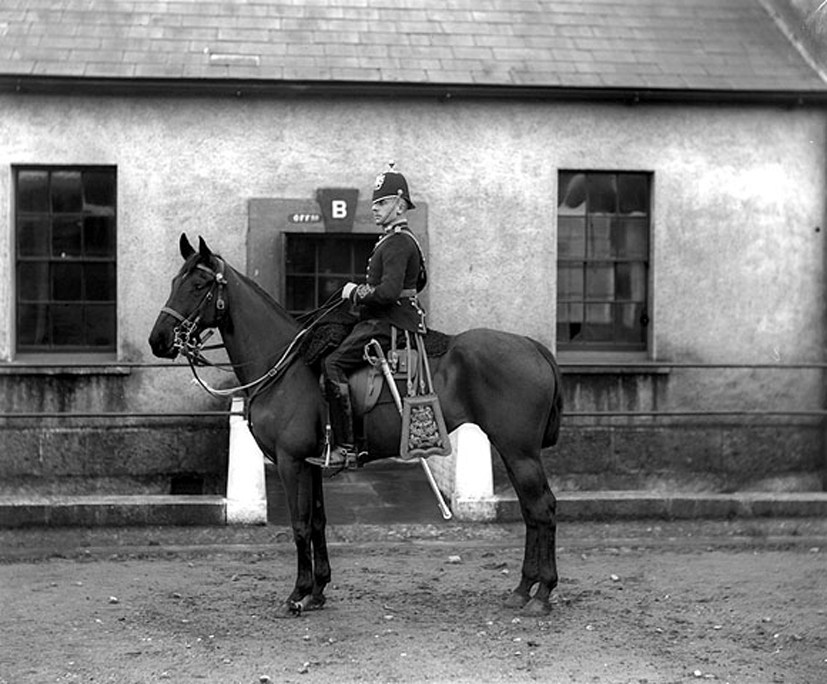
Ташка в офіцера Королівської артилерії, Англія, 1901 рік.
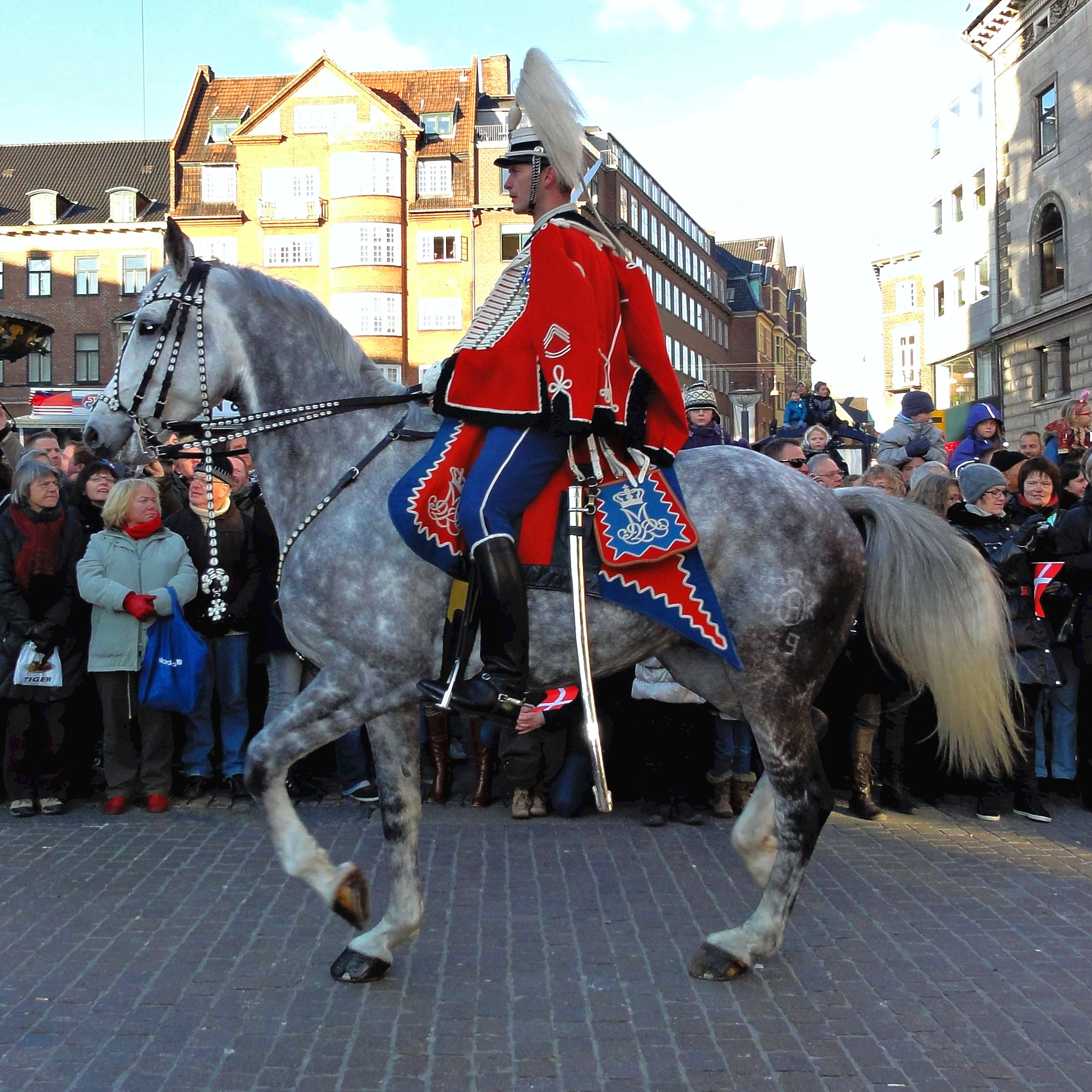
Данський гвардієць, на ташці вензель королеви Маргрете II, 2012 рік.

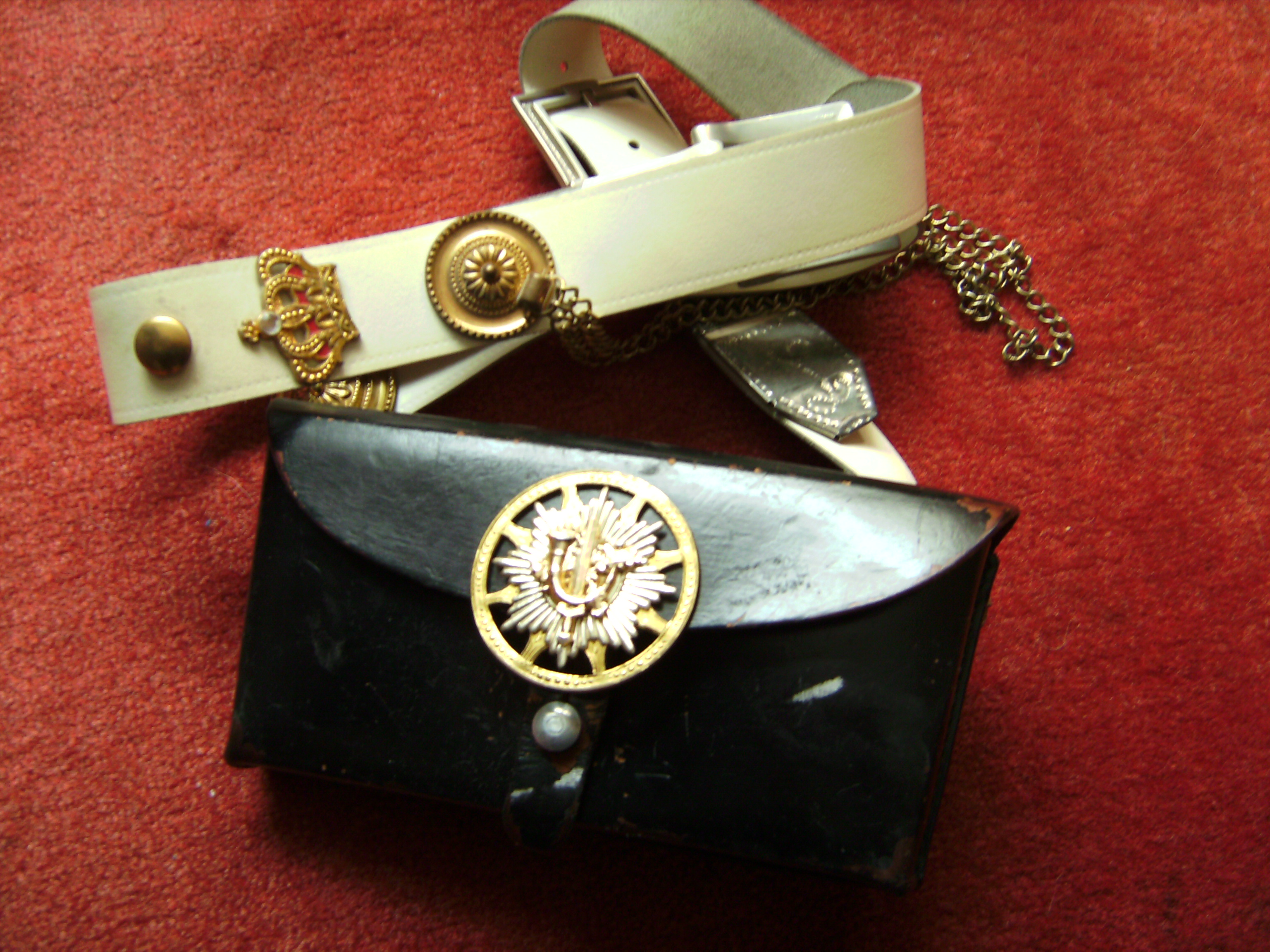
Патронташ